# Benyólehota
Benyólehota (szlovákul: Beňova Lehota) Alsókubin városrésze, egykor önálló falu Szlovákiában, a Zsolnai kerületben, az Alsókubini járásban.

## Fekvése
Alsókubin központjától 2 km-re északnyugatra, egy völgyben fekszik.

## Története
A 18. század végén Vályi András így ír róla: „Benyo Lehota. Tót falu, Árva Várm. földes Urai Revitzky, Bajcsi, és több Uraságok, lakosai katolikusok, fekszik Alsó Kubinhoz fél mértföldnyire, határja középszerű.”
Fényes Elek 1851-ben kiadott geográfiai szótárában így ír a faluról: „Lehota (Benyó), tót falu, Árva vmegyében, 22 kath., 161 evang. lak. 6 2/8 sessio. F. u. árvai urad. s a Bajcsy fam. Ut. posta Rozenberg.”
A 20. század elején nevét „Benceszabadja”-ra magyarosították. 1910-ben 93, túlnyomórészt szlovák lakosa volt. A trianoni diktátumig Árva vármegye Alsókubini járásához tartozott.

## Lásd még
- Alsókubin
- Kisbiszterec
- Knyazsa
- Mokrágy
- Nagybiszterec
- Szrnyace
- Zászkal